# Hypselodoris kanga
Hypselodoris kanga is een slakkensoort uit de familie van de Chromodorididae. De wetenschappelijke naam van de soort is voor het eerst geldig gepubliceerd in 1977 door Rudman.